# Leptohyphes carinus
Leptohyphes carinus is een haft uit de familie Leptohyphidae. De wetenschappelijke naam van de soort is voor het eerst geldig gepubliceerd in 1973 door Allen.
De soort komt voor in het Neotropisch gebied.